# Cayetano Huguet
Cayetano Huguet Segarra, también Gaetà Huguet i Segarra (Castellón de la Plana, 1882 - 1959), fue un político español, hijo del político federalista Cayetano Huguet Breva.
Estudió Agronomía en París y en 1909 fue uno de los fundadores de Joventut Nacionalista Valenciana, y en 1933 de Esquerra Republicana del País Valencià. En 1935 fundó Proa, con el objeto de promover la cultura catalana en la región valenciana. Después de las elecciones generales de 1936 se pasó a Esquerra Valenciana, de Vicente Marco Miranda, partido dentro del cual tuvo un papel significativo. Al acabar la Guerra Civil se exilió y no regresó hasta 1953. Colaboró con Lo Rat Penat en la organización de los Juegos Florales y otros premios literarios. Tras su muerte se creó la Fundación Gaetà Huguet.

## Obras
- Els valencians de secà: estampes del Baix Maestrat

- Datos: Q8343016